# Synemon
Synemon is een geslacht van vlinders van de familie Castniidae, uit de onderfamilie Castniinae.

## Soorten
- S. austera Meyrick, 1891
- S. brontias Meyrick, 1891
- S. catocaloides Walker, 1865
- S. collecta Swinhoe, 1892
- S. directa Westwood, 1877
- S. discalis Strand, 1911
- S. gratiosa Westwood, 1877
- S. heliopis Meyrick, 1891
- S. icaria C.Felder & R.Felder, 1874
- S. laeta Walker, 1854
- S. leucospila Meyrick, 1891
- S. magnifica Strand, 1911
- S. maja Strand, 1911
- S. nais Klug, 1850
- S. notha Westwood, 1877
- S. nupta Westwood, 1877
- S. obscurella Westwood, 1877
- S. parthenoides R. Felder, 1874
- S. phaeoptila Turner, 1906
- S. plana Walker, 1854
- S. selene Klug, 1850
- S. sophia (White, 1841)
- S. theresa Doubleday, 1846
- S. wulwulam Angel, 1951